# Wolfgang Düringer
Wolfgang Düringer (* 1961) ist ein unterfränkischer Büttenredner, Mundartkünstler, Musiker und Musiklehrer.

## Leben
Wolfgang Düringer belegte das Fach Musik an einer Berufsfachschule, nachdem er eine Schreinerlehre erfolgreich abgeschlossen hatte. Er ist Leiter der Musikschule Hambach.
Bekannt wurde er durch seine Auftritte in den TV-Sendungen Fastnacht in Franken und Kabarett aus Franken des Bayerischen Rundfunks. Hier punktete er vor allem durch seine in unterfränkisch gehaltenen Vorträge.
Für seinen Einsatz für die Gemeinde Gochsheim und Weyer sowie als „Botschafter“ Gochsheims im Fernsehen erhielt er vom Gochsheimer Gemeinderat 1999 die Bürgermedaille in Bronze und 2008 die Bürgermedaille in Silber. 
Der Landkreis Schweinfurt zeichnete ihn 2024 mit der höchstmöglichen Auszeichnung, der Ehrenurkunde des Landkreises aus.

## Auftritte bei Fastnacht in Franken
Wolfgang Düringer trat zwischen 1992 und 2009 bei Fastnacht in Franken auf.
 Liste der Auftritte von Wolfgang Düringer bei Fastnacht in Franken (Auswahl):
| Jahr | Rolle                                    | Videolink |
| ---- | ---------------------------------------- | --------- |
| 1992 | Tante Frieda                             |           |
| 1995 | Bauer                                    |           |
| 1996 | Betrunkener Wirtshausbesucher            |           |
| 1997 | Fränkischer Bauer                        |           |
| 1998 | Verlierertyp                             |           |
| 2000 | Fastnachtsprinz                          |           |
| 2001 | Firmling                                 |           |
| 2002 | Urlauber im Fichtelgebirge               |           |
| 2003 | Spendensammlerin für das Rote Kreuz      |           |
| 2004 | Gemüsemagd auf dem Würzburger Marktplatz |           |
| 2005 | Festbesucher                             |           |
| 2006 | Tupperwarenverkäuferin Fräulein Rosa     |           |
| 2007 | Rentner                                  |           |
| 2008 | Landarzt                                 |           |
| 2009 | Ehefrau                                  |           |